# Cevdet Sunay
Cevdet Sunay (1899-1982) militar e político, foi o presidente da Turquia entre 1966 e 1973.

## Presidência
O Chefe do Estado Maior Cevdet Sunay foi eleito o quinto presidente da República Turca pela Grande Assembleia Nacional da Turquia em 28 de março de 1966. Seu serviço presidencial continuou até 28 de março de 1973, quando teve que passar por tempos difíceis. Entre 1961 e 1965, Süleyman Demirel, Nihat Erim e Ferit Melen foram os membros mais proeminentes da administração do presidente Sunay. Cevdet Sunay renunciou ao cargo de presidente devido à deterioração das condições de saúde.

## Morte
Cevdet Sunay morreu de ataque cardíaco em 22 de maio de 1982 em Istambul. Seu corpo foi transferido em agosto de 1988 para um local de sepultamento permanente no recém-construído Cemitério do Estado Turco em Ancara.